# Franklin (Texas)
Franklin ist die Bezirkshauptstadt und Sitz der Countyverwaltung (County Seat) des Robertson County im US-Bundesstaat Texas in den Vereinigten Staaten. Das U.S. Census Bureau hat bei der Volkszählung 2020 eine Einwohnerzahl von 1.614 ermittelt.

## Geographie
Die Stadt liegt am U.S. Highway 79, nahe dem Countyzentrum im mittleren Westen von Texas und hat eine Gesamtfläche von 2,4 km².

## Geschichte
Der Ort wurde 1872 als Morgan gegründet. 1879 wurde der Sitz der Countyverwaltung von Calvert nach Morgan verlegt. Als das erste Postbüro eröffnet werden sollte, wurde der Name abgelehnt, da es bereits ein anderes Morgan gab und die Einwohner benannten den Ort um in Franklin.

## Demographie
Nach der Volkszählung im Jahr 2000 lebten hier 1.470 Menschen in 533 Haushalten und 351 Familien. Die Bevölkerungsdichte betrug 616,9 Einwohner pro km². Ethnisch betrachtet setzte sich die Bevölkerung zusammen aus 75,51 % weißer Bevölkerung, 19,52 % Afroamerikanern, 0,20 % amerikanischen Ureinwohnern, 0,41 % Asiaten, 0,07 % Bewohnern aus dem pazifischen Inselraum und 2,93 % aus anderen ethnischen Gruppen. Etwa 1,36 % waren gemischter Abstammung und 8,84 % der Bevölkerung waren spanischer oder lateinamerikanischer Abstammung.
Von den 533 Haushalten hatten 36,8 % Kinder unter 18 Jahre, die im Haushalt lebten. 44,5 % davon waren verheiratete, zusammenlebende Paare. 17,8 % waren allein erziehende Mütter und 34,0 % waren keine Familien. 30,8 % aller Haushalte waren Singlehaushalte und in 18,2 % lebten Menschen, die 65 Jahre oder älter waren. Die Durchschnittshaushaltsgröße betrug 2,53 und die durchschnittliche Größe einer Familie belief sich auf 3,20 Personen.
29,0 % der Bevölkerung waren unter 18 Jahre alt, 6,9 % von 18 bis 24, 25,0 % von 25 bis 44, 18,4 % von 45 bis 64, und 20,6 % die 65 Jahre oder älter waren. Das Durchschnittsalter war 37 Jahre. Auf 100 weibliche Personen aller Altersgruppen kamen 85,4 männliche Personen. Auf 100 Frauen im Alter von 18 Jahren und darüber kamen 80,6 Männer.
Das jährliche Durchschnittseinkommen eines Haushalts betrug 27.400 USD, das Durchschnittseinkommen einer Familie 33.889 USD. Männer hatten ein Durchschnittseinkommen von 31.818 USD gegenüber den Frauen mit 20.441 USD. Das Prokopfeinkommen betrug 13.490 USD. 18,9 % der Bevölkerung und 15,4 % der Familien lebten unterhalb der Armutsgrenze. Davon waren 23,5 % Kinder und Jugendliche unter 18 Jahren und 25,0 % waren 65 oder älter.